# Torban
Torban (o Khetri Leikai, Kshetri Leikai) è una suddivisione dell'India, classificata come census town, di 4.553 abitanti, situata nel distretto di Imphal Est, nello stato federato del Manipur. In base al numero di abitanti la città rientra nella classe VI (meno di 5.000 persone).

## Geografia fisica
La città è situata a 24° 44' 55 N e 93° 57' 40 E.

## Società

### Evoluzione demografica
Al censimento del 2001 la popolazione di Torban assommava a 4.553 persone, delle quali 2.184 maschi e 2.369 femmine. I bambini di età inferiore o uguale ai sei anni assommavano a 409, dei quali 195 maschi e 214 femmine. Infine, coloro che erano in grado di saper almeno leggere e scrivere erano 3.774, dei quali 1.975 maschi e 1.799 femmine.